# Incident du peuplier
L'incident du peuplier ou incident du meurtre à la hache (en anglais : Poplar Tree Incident ou Axe Murder Incident, en coréen : 판문점 도끼만행사건, 板門店도끼蠻行事件, 도끼殺人事件) est un incident de frontière qui se déroula le 18 août 1976 dans la Joint Security Area ou JSA (« zone commune de sécurité ») située dans la zone coréenne démilitarisée (DMZ), près de la frontière de facto entre la Corée du Nord et la Corée du Sud. Cet incident se solda par la mort de deux officiers de l'armée de terre des États-Unis tués par des soldats de l'armée nord-coréenne.

## Contexte
Dans la Joint Security Area, sur la rive sud-coréenne de la rivière Sachon, qui marque la frontière entre les deux pays, à une cinquantaine de mètres du « pont de Non-retour », se dressait un peuplier de 30 mètres de haut qui bloquait la ligne de mire d'un poste d'observation de l'Organisation des Nations unies (ONU).
Les Nord-Coréens étaient alors contraints de passer par le « pont de Non-retour » et de traverser la zone ennemie par le sud pour accéder à leur propre secteur dans la partie nord de la JSA.

## Déroulement des faits

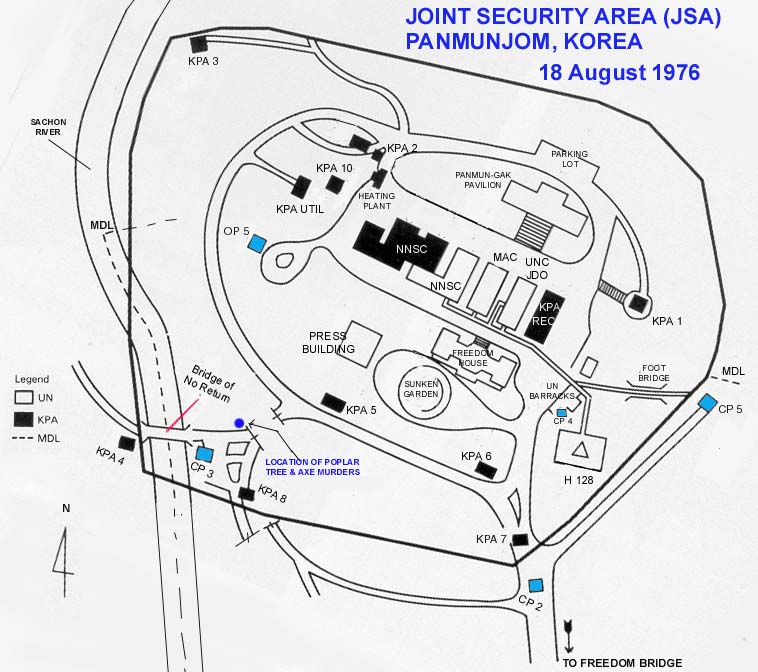
Carte de la Joint Security Area en 1976.

Le 18 août 1976, un groupe de cinq membres du Korean Service Corps (en), escortés par une patrouille du Commandement des Nations unies en Corée, constituée de deux capitaines (dont Arthur G. Bonifas) et de onze soldats américains et sud-coréens, pénètrent dans la JSA pour élaguer l'arbre, comme cela avait été convenu avec une délégation de l'Armée nord-coréenne.
Les deux capitaines ne portaient pas d'armes de service sur eux puisque les membres de la JSA étaient limités à cinq officiers et trente soldats armés. Ils commencèrent à tailler l'arbre, mais quinze à seize soldats nord-coréens, sous les ordres du lieutenant Pak Chul, arrivent immédiatement sur les lieux et les observèrent pendant quinze minutes. Ils demandèrent à la patrouille onusienne de cesser de toucher au peuplier car « le leader de Corée du Nord Kim Il-sung l'avait planté personnellement, nourri et qu'il grandissait sous sa supervision. »
Le capitaine Bonifas ordonna à ses hommes de continuer d'élaguer l'arbre, et Pak envoya un messager sur le « pont de Non-retour ». Immédiatement, un camion nord-coréen arriva avec vingt soldats armés de pieds-de-biche et de gourdins. Le lieutenant Pak demanda à nouveau aux Américains d'arrêter de tailler l'arbre et ordonna aux soldats nord-coréens d'attaquer le capitaine Bonifas et le lieutenant Barrett, blessant également tous les soldats onusiens sauf un.
Le capitaine Bonifas fut assommé par Pak et frappé à mort par au moins cinq Nord-Coréens.
Pendant ce temps, le lieutenant Mark T. Barrett sauta un muret et se retrouva dans un creux d'environ 5 m de profondeur, qui était rempli d'arbres. Le creux n'était pas visible de la route à cause de la végétation.
Après 20 à 30 secondes, la force des Nations unies dispersa les Nord-Coréens, récupéra le corps du capitaine Bonifas et le plaça dans le camion. Ils ne virent pas le lieutenant Barrett.
Ils observèrent les gardes nord-coréens attraper par les talons environ cinq membres de leur propre force et les ramener de l'autre côté du pont. On vit également un garde descendre dans le creux pendant quelques minutes muni d'une hache, qu'il passe ensuite au soldat suivant qui répète alors la manœuvre. Ce comportement dura pendant 90 minutes jusqu'à ce que la disparition du lieutenant soit rapportée. L'équipe qui était partie rechercher le lieutenant Barrett le retrouva rapidement, blessé par des coups de hache. Il fut alors évacué par hélicoptère, mais son décès fut constaté peu après le décollage.
L'incident fut filmé par les postes d'observation.

## Réactions

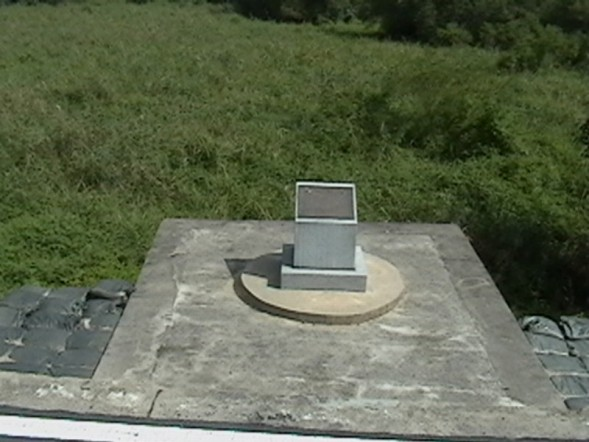
Mémorial aux victimes de l'incident.

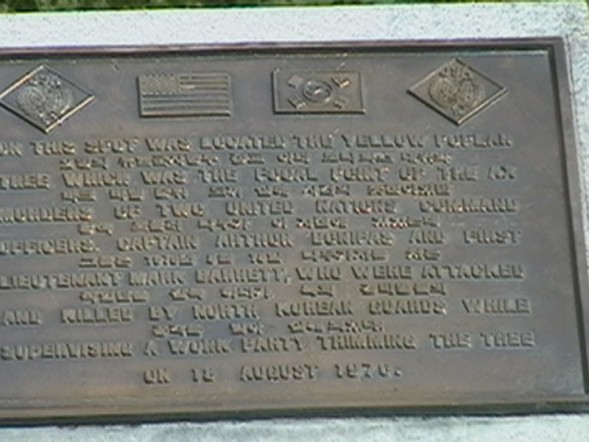
Inscription sur la plaque.

Les médias nord-coréens déclarèrent peu de temps après l'incident :
« Vers 10 h 45 aujourd'hui, les agresseurs impérialistes américains ont envoyé 14 voyous avec des hachettes dans la Joint Security Area pour couper des arbres de leur propre gré, sans le consentement au préalable des autorités nord-coréennes. Quatre personnes de notre côté sont allées sur place pour les avertir de ne pas poursuivre le travail sans notre consentement. Contre notre persuasion, ils ont attaqué nos gardes en masse et commis un acte gravement provocateur en battant nos hommes, brandissant des armes meurtrières du fait que nous étions en infériorité numérique. Nos gardes ne pouvaient que recourir à l'auto-défense dans le cadre de cette provocation téméraire. »
Quatre heures après l'incident, Kim Il Sung s'adressa à une conférence du mouvement des non-alignés à Colombo, au Sri Lanka, lors de laquelle il présenta un document décrivant l'incident comme une attaque ordonnée par les officiers américains contre les gardes nord-coréens. Il demanda que soit votée une résolution condamnant les États-Unis et demande la dissolution du Commandement des Nations unies en Corée. La résolution soutenue par Cuba fut adoptée.
De son côté, la CIA estima que l'attaque nord-coréenne avait été préméditée. Les forces américaines en Corée du Sud furent mises en état d'alerte DEFCON 3 le 19 août.

## L'opérationPaul Bunyan
Trois jours plus tard, bien que craignant que l'opération puisse mener à une guerre avec la Corée du Nord, les États-Unis lancèrent l'opération Paul Bunyan le 21 août à une heure du matin en envoyant des sapeurs du 2e bataillon du génie américain escorté par des membres du 9e régiment d'infanterie afin d'abattre l'arbre, secondés par une compagnie des forces spéciales sud-coréennes de 64 hommes et envoyant une vingtaine d'hélicoptères utilitaires et sept Bell AH-1 Cobra de l'aviation légère américaine, et des avions de combat Northrop F-5 Freedom Fighter sud-coréens et des F-4 Phantom II américains de la base de Kunsan en escorte. L'opération fut un succès malgré l'arrivée et le déploiement par les Nord-Coréens de mitrailleuses, qui évitèrent toutefois la confrontation, et le fait que la souche du peuplier (6 mètres de haut) ait été délibérément laissée sur place.
Le « pont de Non-retour » fut définitivement fermé à la circulation.

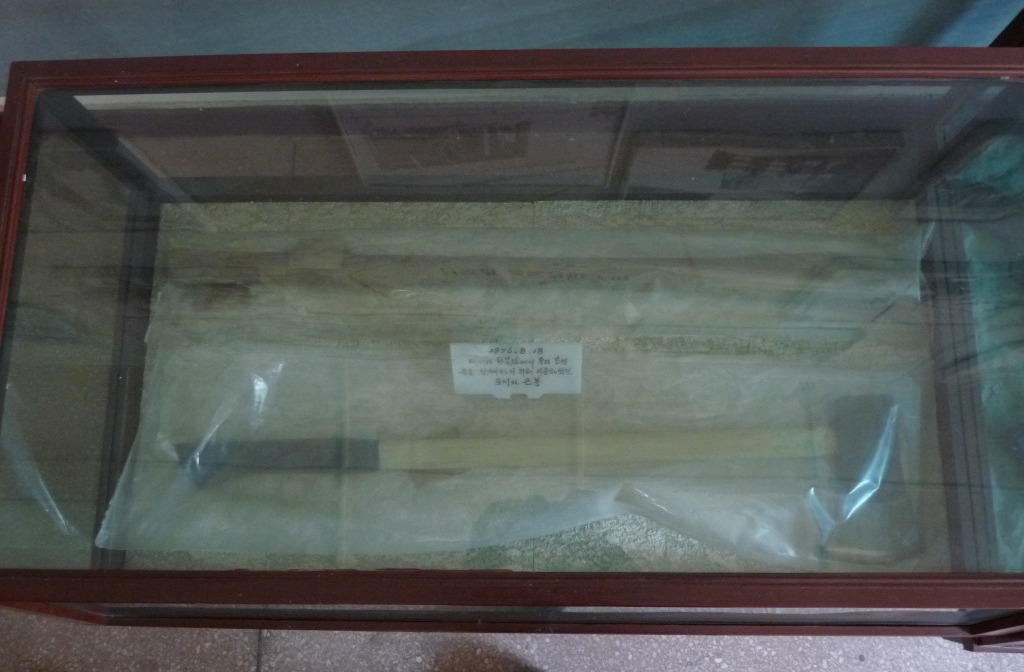
La hache au musée de la paix de Corée du Nord.

L'incident et l'opération Paul Bunyan augmentèrent significativement les tensions entre les Corées du Nord et du Sud et leurs alliés respectifs, l'URSS, la Chine et les États-Unis.
En 1987, la souche de l'arbre fut définitivement enlevée et exposée au « Monastère », le centre d'accueil des visiteurs de la JSA. À la place, un monument fut érigé à la mémoire des deux officiers tués.
Une hache, censée être l'arme du crime, est désormais exposée dans le musée de la paix de Corée du Nord à Panmunjeom.

## Le «pont de 72 heures»
À 150 m en amont du « pont de Non-retour », les Nord-Coréens édifièrent après l'incident, le « pont de 72 heures » (appelé ainsi parce qu'il fut construit en trois jours) pour pouvoir accéder directement à leur secteur sur la JSA depuis le village de Panmunjeom, évitant de transiter par le secteur sud-coréen.

## Le « camp Bonifas »
Le 18 août 1986, lors de célébration du dixième anniversaire de l'incident, en mémoire de l'une des deux victimes, le capitaine Arthur G. Bonifas, qui fut élevé au grade de Major à titre posthume, le camp de base de la Force de sécurité du Commandement des Nations unies situé à 400 mètres au sud de la zone démilitarisée et à 5 kilomètres au sud-est de la JSA, jusqu'alors nommée « Camp Kitty Hawk », fut rebaptisé « camp Bonifas ».

### Sources
- (en) Cet article est partiellement ou en totalité issu de l’article de Wikipédia en anglais intitulé « Axe murder incident » (voir la liste des auteurs).